# 아이라 칼데라

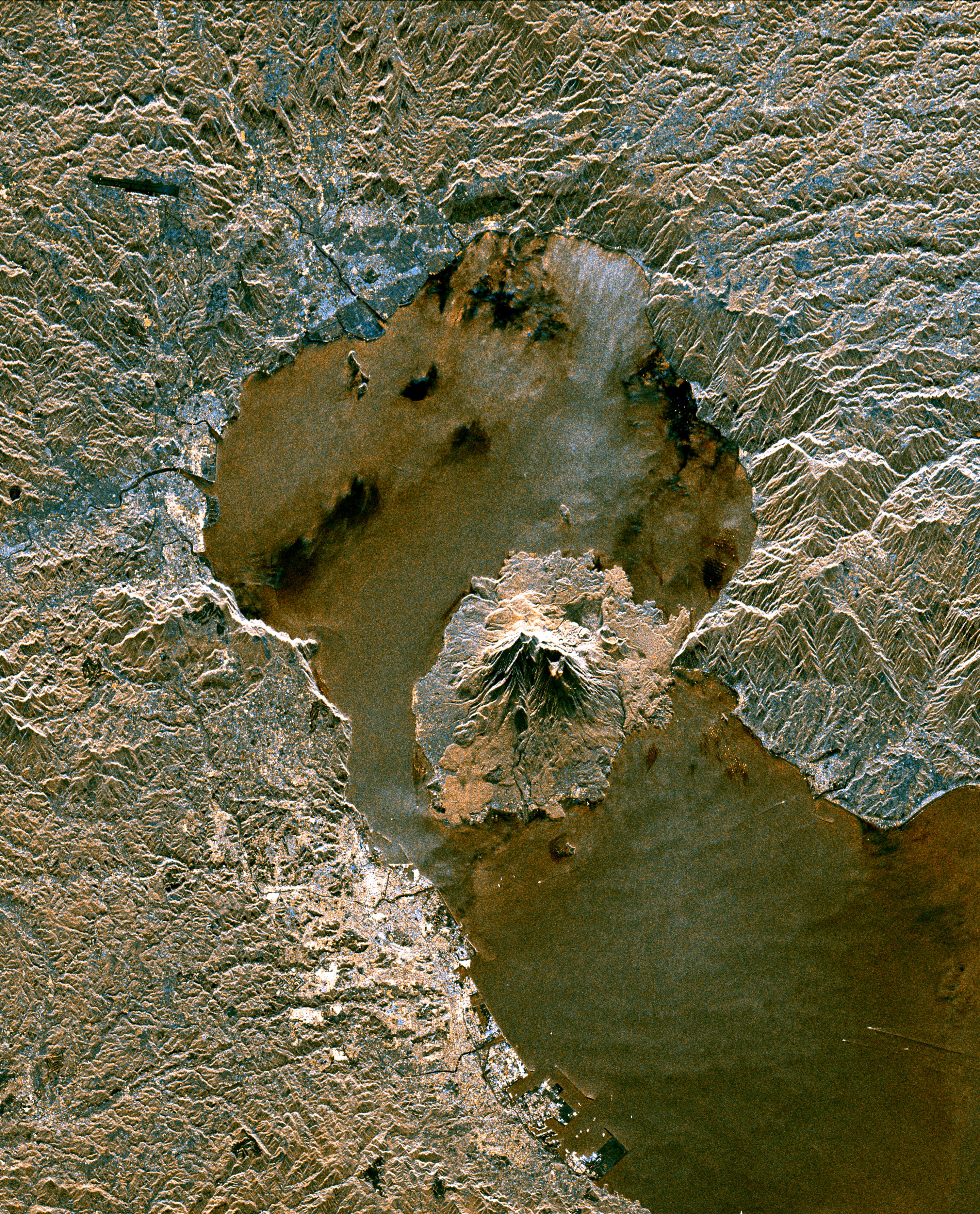
아이라 칼데라

아이라 칼데라(영어:Aira Caldera)는 일본의 가고시마시에 있는 해저 칼데라로, 가고시마 만과 사쿠라시마 섬을 둘러싼 형태이다. 칼데라의 중심부는 신지마 섬 부근이다.
단일의 칼데라가 아니라 오오사키 칼데라(북서부), 카가미코 칼데라(북동부) 등 여러 개의 칼데라로 인해 만들어진 칼데라라고 1940년대 마츠모토 유이치가 제창한 바 있고, 현재 그 의견이 받아들여지고 있다. 즉 칼데라 전체가 한번에 형성된 것이 아니라 여러번의 활동이 있었다는 이야기이다. 약 150만년 전부터 활동이 있었고, 적어도 북쪽 부분은 80만년보다 이전에 있었던 흔적이 남아있다. 아이라Tn화산재 등을 분출했던 약 3만년 전의 아이라 대분화로 현재의 형태를 갖추었고, 약 2.6만년 전에 있었던 분화로 사쿠라지마 화산이 탄생했다. 또한 담수성생물의 화석이 출도된 것으로 보아 형성되었던 초기에는 담수로 차있었지만, 약 1만년 전인 마지막 빙하기 이후에 해수면이 상승하고 칼데라 남쪽 부분이 붕괴하면서 해수화가 진행되었다.
현재에도 칼데라 내부의 분출활동을 관찰할 수 있는 카가미코 등이 해저화산이나 카미츠쿠리지마 섬과 같은 화산섬이 형성되어 있다.
지하 100킬로미터의 판 경계에서 만들어진 마그마가 상승하여, 칼데라 중앙부 지하 10킬로미터에 마그마방이 형성되었다.
규슈 남부에 넓게 분포하는 시라스층의 기원을 설명하기 위해 1930년대 아이라 화산이라고 불리던 큰 화산의 존재를 가정한 적이 있었다. 그 후의 조사결과 등을 통해 현재에는 그런 가정을 쓰지 않게 되었다. 하지만 아이라 대분화 이후에 칼데라 북동부에 담수호가 존재한 흔적이 있고, 어떠한 융기지형이 존재했다 라는 설도 있다.